# Нервюрный свод
Нервю́рный свод — это свод, выстроенный на каркасе из нервюр и являющийся одним из ключевых элементов в готической архитектуре (наравне с ланцетовидной аркой и аркбутаном).
Наличие нервюр в совокупности с системой контрфорсов и аркбутанов позволяет облегчить свод, уменьшить его вертикальное давление и боковой распор, расширить оконные проёмы и, в целом, добавить «воздушности» такому тяжёлому материалу, как камень. Благодаря системе выступающих рёбер увеличивается высота свода, и в пространство внутри здания проникает больше света.

## Веерный свод
Веерный, также нормандский свод — каркасный свод, образованный нервюрами, которые:
1. расходятся от одной опоры в разные стороны, отчего напоминают веер,
2. имеют одинаковую кривизну,
3. образуют между собой равные углы.

Встречается только в английский поздней готике, «перпендикулярной готике» (1330—1530), пришедшей на смену «украшенной готике».